# باري كاي
باري كاي (بالإنجليزية: Barry Kay)‏ هو مصور أسترالي، ولد في 1932 في ملبورن في أستراليا، وتوفي في 1985 في لندن في المملكة المتحدة.